# ボブ・ホープ
ボブ・ホープ KBE KCSG（Bob Hope KBE KCSG, 1903年5月29日 - 2003年7月27日）は、イギリス生まれのアメリカ合衆国の俳優、コメディアン。本名、レスリー・タウンズ・ホープ（Leslie Townes Hope）。
20世紀のアメリカを代表するコメディアンの一人であり、ブロードウェイでの演劇やラジオ、映画、テレビ、軍隊での慰安興行への出演など、広く活躍した。その皮肉な毒舌と機知で広く親しまれ、1930年代から1990年代まで第一線級の芸能活動を続けた。

## 生い立ちと家族
ホープはロンドンのエルタム（en, 現グリニッジ区）で、7人兄弟の5番目として生まれた。父親のウィリアム・ヘンリー・ホープはウェストン・スーパーメア出身の石工で、母親のエイヴィス・タウンズはウェールズ出身のライトオペラ歌手であった。一家はウェストン・スーパーメア、ホワイトホール、ブリストルのセント・ジョージで暮らし、その後1907年にアメリカ合衆国のオハイオ州クリーブランドに移住する。ホープは1920年にアメリカ合衆国の市民権を得た。
アメリカに移ったホープは、コメディアンになる以前、「パッキー・イースト」の名でプロボクサーであったことがある。
伝記作者アーサー・マルクスによれば、ホープは最初の妻グレース・ルイーズ・トロクセルと1933年1月25日に結婚した。彼女はホープの1928年からのヴォードヴィルのパートナーであったが、二人はすぐに離婚した。
彼は二番目の妻ドローレス・デフィーナと、伝えられるところによれば1934年2月19日に結婚している。彼女はブロンクス出身で、ドローレス・リーデという芸名でナイトクラブで歌っていた。ドローレスの出演していたマンハッタンのナイトクラブ、ザ・ヴォーグで出会った彼らは、二ヶ月後には結婚していた。二人はイリノイ州エヴァンストンの孤児院から四人の子供を引き取り、子どもたちはホープの死まで共に暮らした。

## 映画

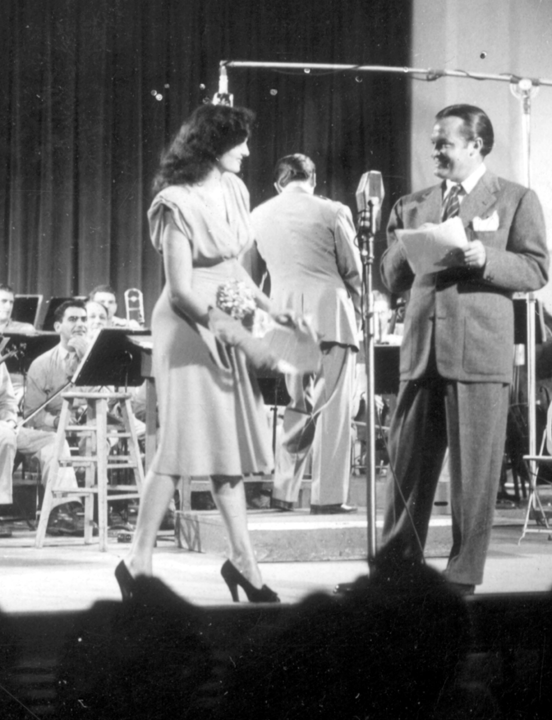
1944年　ハリウッドCBSスタジオにて、ジェーン・ラッセルと

ワーナー・ブラザースの短編コメディーに何本かの主演後、ホープの映画での人気に火がついた。
ホープが映画界で名を上げたのは、1938年のミュージカル映画『百万弗大放送』（原題: "The Big Broadcast"）で演じた、豪華客船の船内放送アナウンサー役である。劇中でホープが女性歌手シャーリー・ロスとデュエットしたバラード『思い出によみがえる』（原題: "Thanks for the memory" ラルフ・レインジャー作詞、レオ・ロビン作曲）は、美しいメロディとハイブラウな歌詞を兼ね備えた曲で大ヒットし、作者のレインジャーとロビンはその年のアカデミー賞主題歌賞を受賞した（このデュエット1曲のおかげで、助演の筈のホープとロスは主役を喰ってしまった）。ホープはそれ以来『Thanks for the memory』の歌詞に手を加えてソロ・ナンバーとしたものを自分の持ち歌とし、生涯にわたってテーマソングとした（後世まで広く歌い継がれる大スタンダードになったため、コメディアンのテーマにはもったいないほどの佳曲である、とする評が多い）。
最も有名な作品としては、ビング・クロスビー、ドロシー・ラムーアと競演したパラマウント映画のドタバタロードムービー「珍道中シリーズ」 (1941-) や、『私の愛したブルネット　My Favorite Brunette』(1947)  があげられる。『珍道中』シリーズは、ホープとクロスビーの掛け合い、楽屋落ちギャグを連発したことで人気を博し、また歴史に残るスタンダードナンバーを多く生み出した。
日本で広く知られたホープ主演映画としては、1948年のミュージカルコメディ西部劇『腰抜け二挺拳銃』が挙げられる。グラマー女優ジェーン・ラッセルと共演したこの映画で、ホープがアングロ・コンサーティーナを抱えて歌ったノベルティ・ソング『ボタンとリボン』（原題: "Buttons And Bows"　レイ・エヴァンス作詞、ジェイ・リビングストン作曲）は、英語を解さない当時の日本人にも「バッテンボー」の歌として広く親しまれた。またこの作品のヒットによりホープ主演作の多くが日本では『腰抜け』シリーズとして公開された。
ホープは主演男優賞など通常のアカデミー賞を受賞することはなかったが、映画芸術科学アカデミーは敬意を表し、2度のアカデミー賞特別名誉賞、2度の特別賞およびジーン・ハーショルト人道賞（Jean Hersholt Humanitarian Award）で5回の表彰を行っている。
1950年代から1980年代までアカデミー賞のホストを数回に亘り務めたが、1968年の授与式では“Thanks for the memory”の演奏と共に堂々登場して挨拶を始めるや「アカデミー賞へようこそ、まあ、我家では過越の祭り（Passover）といわれているが（Welcome to the Academy Awards. Or as it's known in my house - Passover）」とのぼやき混じりな台詞を残している。アカデミー賞獲得のため野心むき出しに行動する俳優をスティーヴン・ボイドが演じたハリウッド内幕物映画『オスカー』（1966年）では、ホープは授賞式のホスト役を演じた。

## ライブツアーと慰問活動

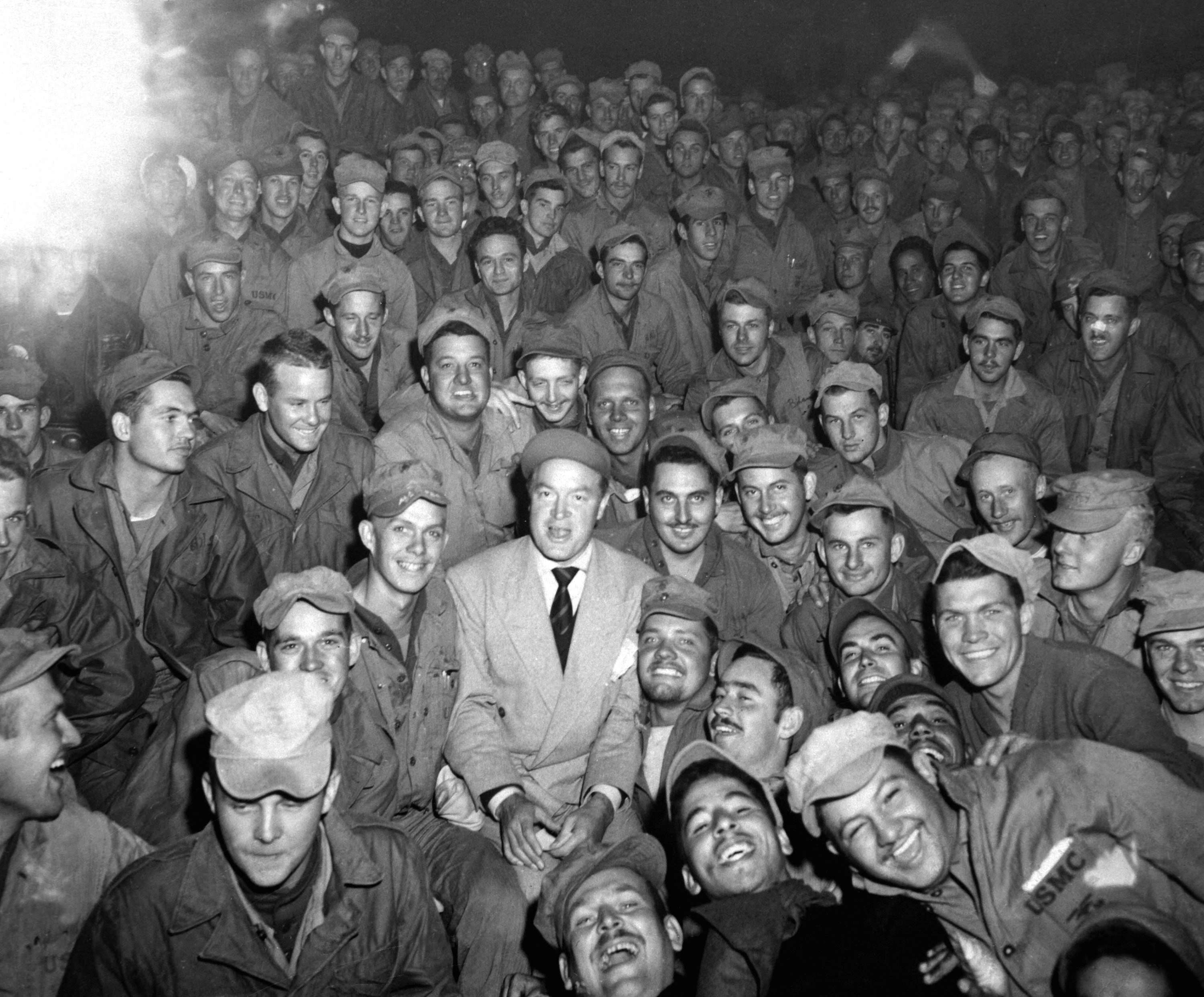
朝鮮戦争にて

ホープの最も得意とする分野はスタンダップ・コメディアン（漫談家）としてのライブステージであり、新聞報道によれば、1940年の8週間のツアーではその当時の記録である10万ドルを受け取っている（大衆車のフォードの新車が1台700ドル近辺で買えた時代である）。ただ、翌年、彼は無償でショーを行っている。
1941年5月6日にカリフォルニア、マーチ・フィールドで、ホープは最初の米国慰問協会（United Service Organizations, USO）のショーを行ない（アメリカはその時点では参戦していない）、その後、アメリカが参戦した第二次世界大戦、朝鮮戦争、ベトナム戦争から、湾岸戦争まで、約60年間に亘っておよそ60回の慰問ツアーを行っている。ホープは親友のビング・クロスビーとともに、第二次世界大戦中にアメリカ海軍の少佐として召集されるところであったが、ルーズベルト大統領が、軍の全部門の活動を今まで通り続ける方が兵士の士気を高めると考え介入、これを回避させ、以降は、慰問活動を通じて軍隊との関係を持った。おそらくは、史上もっとも熱心に軍人慰問活動に取り組んだ芸能人の一人であろう。

## ラジオ・テレビでの活躍
ボブ・ホープの放送における経歴は64年に及び、特にNBCとの関係は深い。そのキャリア初期の1930年代中期に、彼の人気を形成したのはラジオスターとしての活躍であった。彼の映画での出世作となった『百万弗大放送』自体、ラジオスターたちを映画に出演させようとする企画の一つだったのである。
テレビの試験放送期にあった1932年に、すでにCBSのテスト送信でテレビ出演をしている（ホープが1937年にラジオ・デビューをした時までは、NBCはラジオ放送のみであった）。最初のNBCラジオのレギュラー番組は「ウッドベリー・ソープ・アワー」で、1年後に、ペプソデント歯磨き提供の最初の冠番組を始めた。
アメリカで最も有名なボブ・ホープの番組は、数十年続いたテキサコ提供のNBCクリスマススペシャルであろう。オープニングは彼の持ち歌である『Silver Bells』をオリヴィア・ニュートン・ジョンやブルック・シールズといった女性ゲストとデュエットするというものであった。最後のスペシャルは、1996年、ゲストのトニー・ダンザと一緒に、アメリカの歴代大統領を迎えるというものであった。

## スポーツとの関係
ボブ・ホープは熱心なスポーツファンとして有名で、プロボクサーの経験があり、ハスラーでもあり、フットボールは見るだけでは飽きたらず、NFLのロサンゼルス・ラムズに共同オーナーとして参画している。また、1950年代にはMLBのクリーブランド・インディアンスのオーナーとして経営にも参画していたことがある。
ゴルフファンとしても有名で、PGAツアーの出場経験もある。彼にちなんで命名されたボブ・ホープ・クラシックは46年の歴史を刻んでいた。さらに、アイゼンハウアーからジョージ・W・ブッシュまで、アメリカのほぼすべての大統領とゴルフをプレーしている。1983年に世界ゴルフ殿堂入りした。しかし2012年にヒューマナがスポンサーとなり彼の名称であったボブ・ホープの名称は消滅した。
なおホープ本人は、漫談のステージにもしばしばステッキのようにゴルフクラブを提げて立ち、漫談の途中でも持ち替えたり振り回したりしていた。このためゴルフクラブはホープのトレードマークの一つとまで化していた。
また、1949年8月にアメリカのロサンゼルスで行われた競泳の全米選手権に参加して400m自由形、800m自由形、1500m自由形で世界新記録を樹立して「フジヤマのトビウオ」（The Flying Fish of Fujiyama）として一躍有名になった古橋廣之進を激賞し、ハリウッドを訪れた古橋にサインを求めるなど幅広いスポーツに関心があったことが窺える。

## ネタ
実際には、ギャグのネタ自体は専属のギャグライターを多数雇って書かせていた。従ってセコいネタも少なくなかったのであるが、それでもアドリブのうまさが超一級であったため、聴衆受けは良かった。

## 晩年
非常に長寿であったので、生前の死亡記事という類い希な体験を（よりによって）2回も経験している。1回目は、1989年、AP通信社により誤報がなされ、アメリカ下院で追悼演説が行われる椿事となった。2回目は、有名人の死亡記事の準備稿が、パスワード保護のミスによりCNNのウェブサイト上で公表されたというものである。
当のホープは一向に「くたばる」こともなく、2003年5月29日には、100歳の誕生日を祝った。アメリカで100歳を迎えた著名なエンターテイナーとしては、他に「ホワイト・クリスマス」などを作った大作曲家アーヴィング・バーリン、コメディアンのジョージ・バーンズ、俳優のチャールズ・レイン、グロリア・スチュワート、カーク・ダグラス、オリヴィア・デ・ハヴィランドがある。ロサンゼルスのハリウッド大通りとバイン・ストリートの交差点は、ボブ・ホープ・スクエアと名付けられ、35のアメリカの州で「ボブ・ホープ・デイ」と宣言された。
ボブ・ホープ自身は、1937年以来住むハリウッドの北トルカレークの自宅でひっそりと誕生日を祝った。100歳になってさえ、「非常に年を取ったので血液型までなくなってしまった（I'm so old they've canceled my blood type.）」と冗談を言って、彼のユーモアセンスが老いていないことを証明した。

## 死去
100歳の誕生日を祝った2か月後の2003年7月27日、午後9時28分に、肺炎のため自宅で死去した。娘のうちの一人によれば、臨終にあたって埋葬法を尋ねられた時、ホープは「何かびっくりさせてくれ。"Surprise me."」と妻に伝えたとのことであった。埋葬地は、カリフォルニア州ロサンジェルス、サンフェルナンド墓地。

## 受賞歴等
- 1950年代に、カリフォルニア州パームスプリングスの名誉市長に指名される。
- 1962年6月8日 議会金メダルを受賞。
- 1965年 PGAがゴルフに対する生涯の情熱を評価して、あるトーナメントをボブ・ホープ・デザート・クラシックと改名。
- 1969年1月20日 リンドン・ジョンソン大統領、自由勲章授与
- 1978年「映画、歌及び過去の軍隊の娯楽への寄与を評価して」イギリスの大英帝国騎士叙爵
- 1997年 アメリカ連邦議会によって、彼が戦時・平時にわたりアメリカ軍に娯楽を供給したことを評価して「名誉退役軍人」の称号が与えられた。
- 2003年11月3日に、バーバンク・グレンデール・パサデナ空港公社は「ボブ・ホープ空港」へ改名することを満場一致で票決（2017年にハリウッド・バーバンク空港再度改名）。1979年に、友人ジョン・ウェインにちなんで、オレンジ郡が空港を改名したと聞いて、家族に冗談で、彼の名前が空港名とならないかといったこと。2003年11月18日に、カリフォルニア州のグレンデール、バーバンクおよびパサデナの市議会は変更承認を満場一致で票決。12月10日名称変更手続きは直ちに開始されたが、FAAの略称「BUR」は変更されない模様である。命名式は、ライト兄弟の最初の動力飛行から100周年記念である12月17日に催された。
- アメリカ海軍の輸送船ボブ・ホープ(T-AKR-300)は、彼に敬意を表して命名されたものであるが、特定の人名がその生前に軍艦に命名された、稀な例の一つである。T-AKR-300が最初に作られたことで、このクラスの軍用輸送艦7隻はボブ・ホープ級車両貨物輸送艦（Bob Hope Class Vehicle Cargo Ship- (LMSR) Medium-speed Roll-on/Roll-off ship）と総称されるようになった。
- 小惑星2829番はボブ・ホープ(Bobhope)と命名された。
- ハリウッド・ウォーク・オブ・フェームにはボブ・ホープに関係する4つの星がある。映画スターとしてハリウッド大通り6541、ラジオ・スターとしてハリウッド大通り6141、テレビ・スターとしてハリウッド大通り6758、そしてハリウッド大通り7021の演劇スターとしてのものである。
- アメリカには、ボブ・ホープにちなんで命名された建物がいくつかあり、2004年には、カリフォルニア州ストックトンのフォックス映画の映画館が「ボブ・ホープ劇場」と改名された。
- 2005年のコメディアンの中のコメディアンを選ぶ投票で、コメディアンおよびコメディー関係者によって歴代トップ50のコメディーのひとつに選出された。
- イギリスのBBCによると、計2000以上の賞を受賞。ギネスブックも「最も数多く受賞した喜劇俳優」と認定。

## その他
- 1957年（昭和32年）、女優のジェーン・マンスフィールドと共に来日している。

## フィルモグラフィー
- Going Spanish (短編　1934年)
- Paree, Paree (短編　1934年)
- The Old Grey Mayor (短編　1935年)
- Double Exposure (短編　1935年)
- Calling All Tars (短編　1935年)
- Soup for Nuts (短編　1935年)
- Watch the Birdie (短編　1935年)
- Shop Talk (短編　1936年)
- Don't Hook Now (短編　1938年)
- 『百万弗大放送』 - The Big Broadcast of 1938 (1938年)
- 『カレッジ・スイング』 - College Swing (1938年)
- 『恋する水兵』 - Give Me a Sailor (1938年)
- Thanks for the Memory (1938年)
- Never Say Die (1939年)
- Rhythm Romance (1939年)
- 『猫とカナリヤ』 - The Cat and the Canary (1939年)
- 『シンガポール珍道中』 - Road to Singapore (1940年)
- スクリーン・スナップショット Series 19, No. 6 (短編　1940年)
- 『ゴースト・ブレーカーズ』 - The Ghost Breakers (1940年)
- 『アフリカ珍道中』 - Road to Zanzibar (1941年)
- Caught in the Draft (1941年)
- Nothing But the Truth (1941年)
- Louisiana Purchase (1941年)
- My Favorite Blonde (1941年)
- Hedda Hopper's Hollywood No. 4 (短編　1942年)
- 『モロッコへの道』 - Road to Morocco (1942年)
- Star Spangled Rhythm (1942年)
- Strictly G.I. (短編　1943年)
- Combat America (ドキュメンタリー　1943年)
- 『腰抜けスパイ騒動』 - They Got Me Covered (1943年)
- Show Business at War (1943年) (短編映画)
- 『腰抜けと原爆娘』 - Let's Face It (1943年)
- 『姫君と海賊』 - The Princess and the Pirate (1944年)
- The All-Star Bond Rally (短編　1945年)
- Story of G.I. Joe (音声のみ　1945年)
- Hollywood Victory Caravan (短編　1945年)
- 『アラスカ珍道中』 - Road to Utopia (1946年)
- 『吾輩は名剣士』 - Monsieur Beaucaire (1946年)
- 『スパイはブルネットがお好き』 - My Favorite Brunette (1947年)
- 『ハリウッド・アルバム』 - Variety Girl (1947年)
- March of Time Volume 14, No. 1: Is Everybody Listening? (ドキュメンタリー　1947年)
- Where There's Life (1947年)
- 『南米珍道中』 - Road to Rio (1947年)
- 『腰抜け二挺拳銃』 - The Paleface (1948年)　主題歌「ボタンとリボン」
- 『腰抜け顔役』 - Sorrowful Jones (1949年)
- 『腰抜け大捕物』 - The Great Lover (1949年)
- Screen Actors (短編　1950年)
- 『腰抜け千両役者』 - Fancy Pants (1950年)
- Cassino to Korea (ドキュメンタリー　1950年)
- You Can Change the World (短編　1951年)
- 『腰抜けペテン師』 - The Lemon Drop Kid (1951年)
- 『腰抜けモロッコ騒動』 - My Favorite Spy (1951年)
- 地上最大のショウ -The Greatest Show on Earth (1952)
- 『腰抜け二挺拳銃の息子』 - Son of Paleface (1952年)
- Screen Snapshots: Memorial to Al Jolson (短編　1952年)
- 『バリ島珍道中』 - Road to Bali (1952年)
- 『腰抜けMP』 - Off Limits (1953年)
- 『底抜けびっくり仰天』 - Scared Stiff (1953年)
- Here Come the Girls (1953年)
- 『豪傑カサノヴァ』 - Casanova's Big Night (1954年)
- Screen Snapshots: Hollywood's Invisible Man (短編　1954年)
- Screen Snapshots: Hollywood Beauty (短編　1955年)
- 『エディ・フォイ物語』 - The Seven Little Foys (1955年)
- Showdown at Ulcer Gulch (短編　1956年)
- 『すてきな気持』 - That Certain Feeling (1956年)
- 『ロマンス・ライン』 - The Iron Petticoat (1956年)
- The Heart of Show Business (ナレーター　短編　1957年)
- Screen Snapshots: Hollywood Star Night (短編　1957年)
- 『ボー・ジェームス』 - Beau James (1958年)
- 『パリの休日』 - PARIS HOLIDAY (1957年)
- 『腰抜け列車強盗』 - Alias Jesse James (1959年)　ゲイリー・クーパー、ビング・クロスビー、フェス・パーカーらがゲスト出演
- 『五つの銅貨』 - The Five Pennies (1959年)
- 『よろめき珍道中』 - The Facts of Life (1960年)
- Bachelor in Paradise (1961年)
- 『ミサイル珍道中』 - Road to Hong Kong (1962年)
- Critic's Choice (1963年)
- 『腰抜けアフリカ博士』 - Call Me Bwana (1963年)
- A Global Affair (1964年)
- 『テスト・ハネムーン』 - I'll Take Sweden (1965年)
- 『オスカー』 - The Oscar (1966年)
- 『おフロの女王さま』 - Boy, Did I Get a Wrong Number! (1966年)
- Not with My Wife, You Don't! (1966年)
- 『一家8人逃亡す』 - Eight on the Lam (1967年)
- Rowan & Martin at the Movies (短編　1968年)
- The Private Navy of Sgt. O'Farrell (1968年)
- How to Commit Marriage (1969年)
- Cancel My Reservation (1972年)
- 『マペットの夢みるハリウッド』 - The Muppet Movie (1979年)
- 『スパイ・ライク・アス』 - Spies Like Us (1985年)
- 『ザ・シンプソンズ』 - The Simpsons (1993年) 声の出演
- A Century of Cinema (ドキュメンタリー　1994年)
- Radio Star: The AFN Story (ドキュメンタリー　1994年)
- Off the Menu: The Last Days of Chasen's (ドキュメンタリー　1997年)

## 関連書籍
- ボブ・ホープ 著、中俣真知子 訳『ボブ・ホープ自伝: ギャグとジョークで綴るアメリカ50年史』徳間書店、1992年4月1日。ISBN 978-4193548563。
原著:Hope, Bob (1990). Don't Shoot, It's Only Me. New York: G.P. Putnam's Sons. ISBN 0-399-13518-9